# جون باتريك فولي
جون باتريك فولي (بالإنجليزية: John Patrick Foley)‏ هو كاهن كاثوليكي أمريكي، ولد في 11 نوفمبر 1935 في داربي في الولايات المتحدة، وتوفي بنفس المكان في 11 ديسمبر 2011 بسبب ابيضاض الدم.